# Cremaster 4
Cremaster 4  è un mediometraggio del 1995, diretto da Matthew Barney. Cremaster 4 ha avuto quattro seguiti Cremaster 1 (1996), Cremaster 5 (1997), Cremaster 2 (1999) e Cremaster 3 (2002).

## Descrizione
Cortometraggio sperimentale del ciclo Cremaster che allude alla posizione degli organi riproduttivi durante il processo di sviluppo embrionale.

## Ciclo
- Cremaster 1 (1995)
- Cremaster 2 (1999)
- Cremaster 3 (2002)
- Cremaster 5 (1997)